# Большой Бугодак (озеро)
Большой Бугодак  — бессточное озеро на западе Верхнеуральского районе Челябинской области, расположено к северу от озера Малый Бугодак и к востоку от хребта Калактау (часть восточного склона Урала).
Название озера происходит от старотюркского мужского имени Бугадак («буга» - бык, в значении «глава», как отражение скотоводческого культа; -дак – имяобразующее окончание).
Озеро Большой Бугодак имеет каплевидную форму с заливами в западной части, береговая линия умеренно изрезана. Небольшой остров в западной части. Высота над уровнем моря на отметке 443 м. Площадь составляет 5 км², площадь водосборного бассейна — 34,8 км². Длина озера около 4 км, ширина достигает 2,5 км. Средняя глубина: 4,5 м. Максимальная глубина: 8 м. Значительных притоков не имеет. На северо-востоке вытекает протока, впадающая в реку Ямскую. На восточном берегу расположено село Большой Бугодак.
Берега низменные, покрытые луговой растительностью; склоны окрестных невысоких гор покрыты сосновыми лесами. Юго-западный берег местами заболочен, порос тростником. У северо-западного берега — небольшие березовые колки, местами встречаются заросли черемухи, ольхи серой, различные виды ив. Вода чистая и мягкая, с минерализацией 0,6-0,7 г/л. По составу солей вода озера относится к гидрокарбонатно-натриевой группе.

## Данные водного реестра
По данным государственного водного реестра России, озеро относится к Уральскому бассейновому округу, водохозяйственный участок — Урал от истока до Верхнеуральского гидроузла, речной бассейн — российская часть Урала.
Озеро Большой Бугодак является гидрологическим памятником природы с 1989 года. В нём обитают щука, плотва, окунь, ерш, карп, налим, красноперка, линь и сиговые. 
Код объекта в государственном водном реестре — 12010000111112200000386.